# Editora Brill

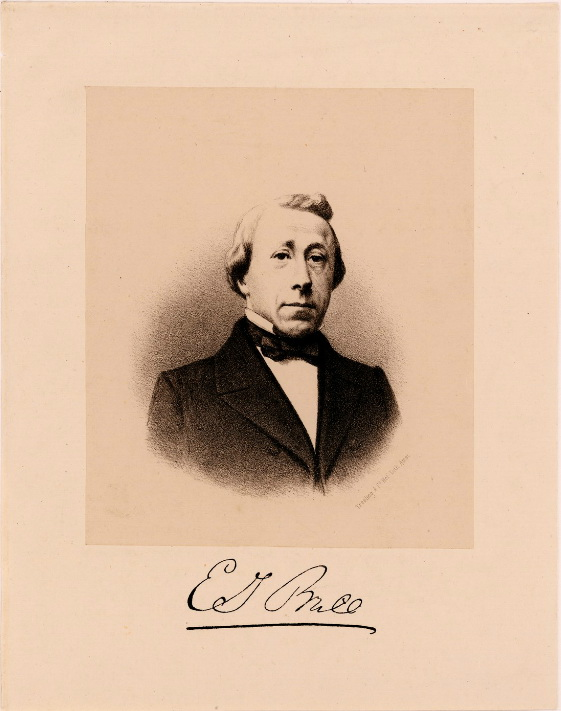
E.J.Brill (Coll. Deutsches Buch- und Schriftmuseum Leipzig)

A Editora Brill, também conhecida como E. J. Brill, Brill Academic Publishers, Koninklijke Brill (sendo este último nome o original em neerlandês), é uma editora académica internacional fundada em 1683 em Leida, nos Países Baixos, com o nome Luchtmans. Com sedes em Leida e Boston, a Brill publica atualmente mais de cem periódicos científicos e cerca de 600 novos livros e obras de referência anualmente. Além disso, a Brill fornece a investigadores de ciências sociais e humanas fontes primárias online e em microfilme, sob a marca IDC Publishers.